# 大和屋竺
大和屋竺（1937年6月19日—1993年1月16日），日本电影导演、编剧、演员和电影制片人。他是动画师和赛马主大和屋晓之父。

## 生平与职业生涯
大和屋竺最为人熟知的事迹是担任了由铃木清顺导演的电影《杀戮烙印》（1967年）的编剧，费尔南多·F·克罗斯评价该电影“是一部明显的和扭曲的存在主义作品——这部电影最具挑衅性的东西还是它那种完全不迎合市场的犯罪片抽象风格，影片就像导演破碎的自画像一样展开。”
《粉红幕布的背后：日本性电影史》的作者贾斯珀·夏普称：“大和屋竺一定很有趣。”根据罗兰·多梅尼格的说法，由于该时期的桃色电影成本较低，大和屋竺用他的桃色电影进行“正式试验”。而其他导演，如若松孝二和足立正夫等政治上的激进分子，则将其桃色电影用作“政治宣传”用途。
1993年1月16日，大和屋竺死于食道癌。同年，他获追颁第二届日本职业电影奖。

## 部分作品

### 执导
- 荒原中的充气娃娃（英语：Inflatable Sex Doll of the Wastelands） (1967)

### 编剧
- 杀戮烙印（英语：Branded to Kill） (1967)
- 蓝色电影：预算（英语：Blue Film: Estimation） (1968)
- 流浪猫摇滚：猎色人（英语：Stray Cat Rock: Sex Hunter） (1970)
- 七名赤裸者（英语：Naked Seven） (1972)
- 禁书：肉蒲团（英语：Banned Book: Flesh Futon） (1975)
- 一个关于痛苦和悲伤的故事（英语：A Tale of Sorrow and Sadness） (1977)
- 魯邦三世 魯邦VS複製人 (1978)
- 超人洛克（英语：Locke the Superman） (1984)
- 卡彭的大哭（英语：Capone Cries a Lot） (1985)
- 巴比伦黄金传说（英语：Legend of the Gold of Babylon） (1985)
- 时空旅人 (1986)